# Nymphargus sucre
Nymphargus sucre é uma espécie de anfíbio anuro da família Centrolenidae. Está presente no Equador. A UICN classificou-a como deficiente de dados.